# 社火
社火是中国民间一种庆祝春节的传统庆典狂欢活动。也是高台、高跷、旱船、舞狮、舞龙，秧歌等等的通称，具体形式随地域而有较大差异。
在中国西北，每年春节，各乡村群众自发组织各种社火活动。社火规模从几十人到上百人，包括锣鼓手，舞狮等等。群众燃放爆竹迎接社火队伍，并赠予烟酒等礼物。社火经过之处，爆竹声声，锣鼓喧天，人山人海，气氛热烈。
社火中最具表现力的是高台。每个高台均有一主题。常见的故事情节有三打白骨精，二郎救母等。多取材于秦腔故事。高台往往由经验丰富的民间艺人指挥建造。即在一个专用的桌子（也有汽车或拖拉机）上，使用钢筋，布料，彩纸等材料做出各种造型，如假山，树木，动物等，然后按其内容把男女儿童（年龄一般4—5岁）装扮成故事中的人物，固定在高台上，少则 1人，多者10余人，高可数丈。
社火是中华民族传统文化的一部分，起源于中国上古祭祀活动。中国宋代诗人陆游在《游山西村》中写道: “萧鼓追随春社近，衣冠简朴古风存”。可见其延绵之久。